# Schlitzwand

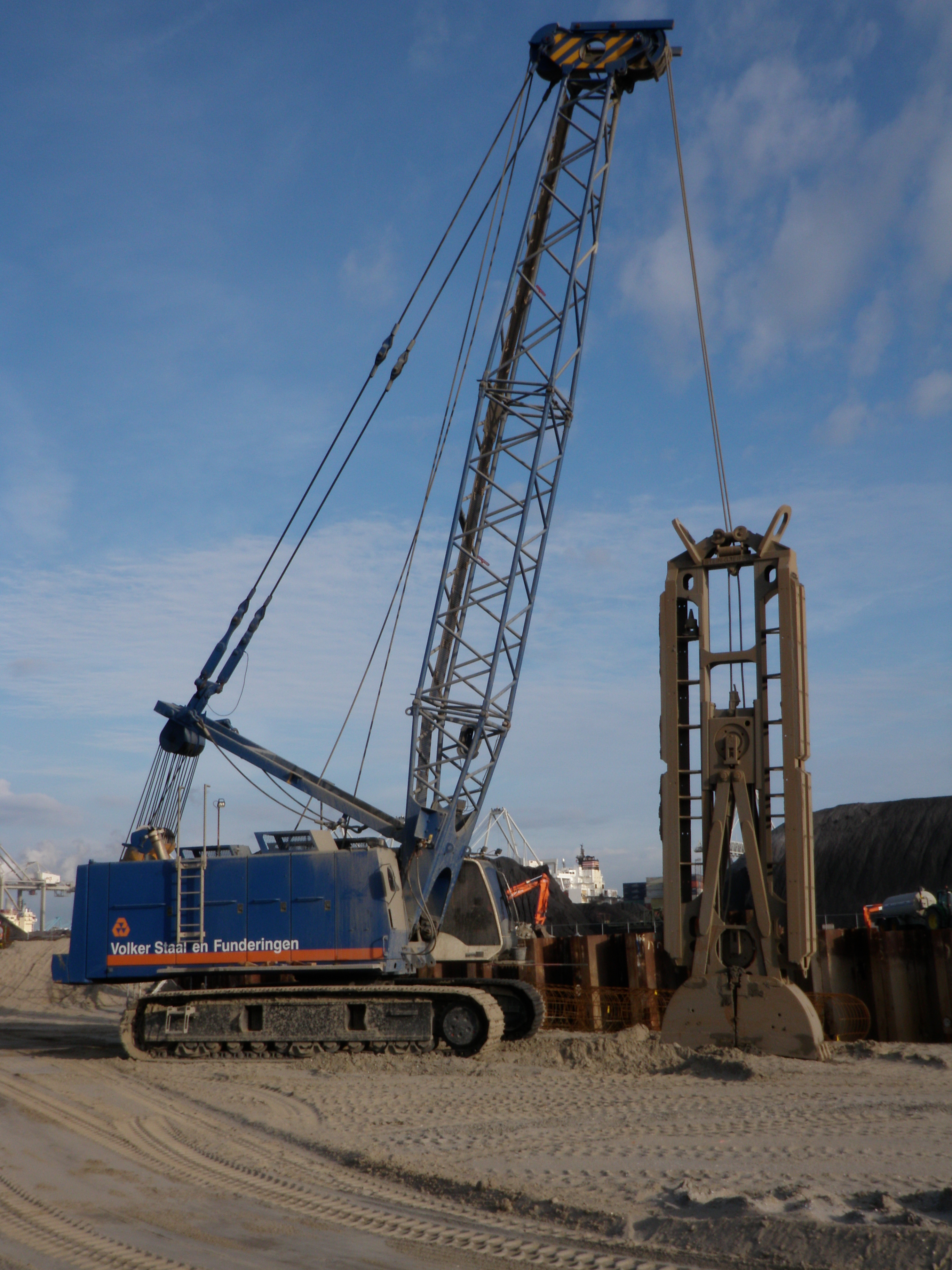
Seilbagger mit Schlitzwandgreifer

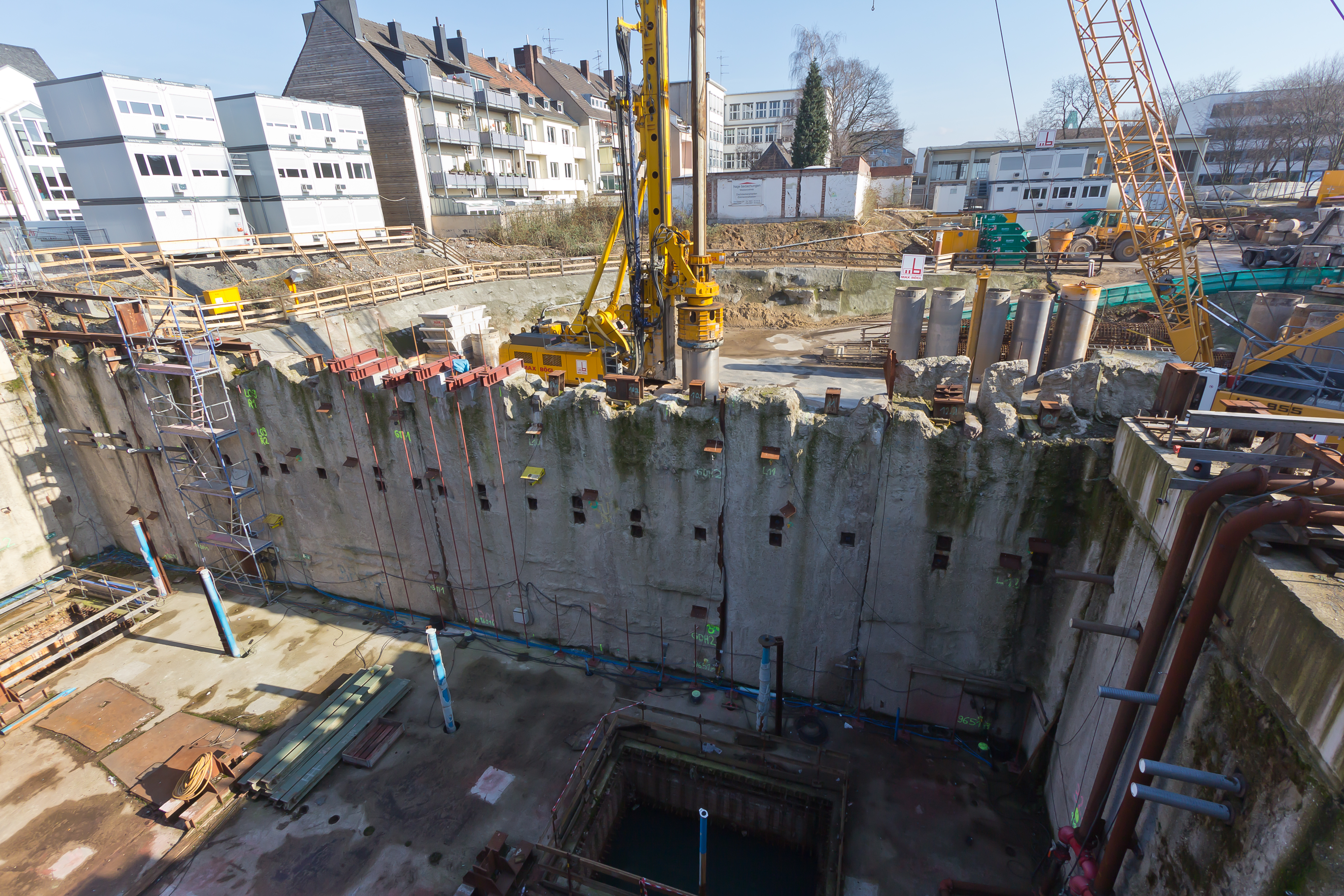
Schlitzwand der Baugrube des Gleiswechselbauwerks der Nord-Süd-Stadtbahn, in die das Archivgebäude des Historischen Archivs der Stadt Köln stürzte

Eine Schlitzwand ist eine Schutzwand aus Ortbeton oder Dichtungsmaterial, die abschnittsweise in einem Bodenschlitz hergestellt wird, der durch eine Stützflüssigkeit vor dem Zusammenfall gesichert wird. Die Schlitzwand ist als Baugrubensicherung von tiefen Baugruben oder für Tiefgründungen gebräuchlich. Als Sonderform dient sie an Deponien oder im Tagebau als Dichtwand.
Eine Schlitzwand, die zunächst als Baugrubensicherung errichtet wurde, kann – wie auch eine Bohrpfahlwand – später Bestandteil des zu errichtenden Gebäudes werden, z. B. als Kellerwand oder Tiefgaragenwand.

## Geschichte
Die Schlitzwand wurde in den 1930er Jahren mit grundlegenden Untersuchungen über die Stützfunktion von Bentonit-Suspensionen durch Christian Veder entwickelt und in den 1950er Jahren bei einer italienischen Baufirma zur Einsatzreife gebracht. Ein erstes Patent über das Einstellen von Pfählen und Ähnlichem mit Dickspülung wurde 1912 der Düsseldorfer Baufirma Carl Brandt erteilt, geriet aber wieder in Vergessenheit. Das Patent von Veder stammt von 1950. In Deutschland wurden die ersten Schlitzwände 1959 und 1960 von Polensky & Zöllner in Berlin und München ausgeführt in Zusammenarbeit mit ICOS Veder. Spundbohlen in Schlitzwände wurden zuerst 1960 bei der Stubenrauchbrücke über den Teltowkanal in West-Berlin ausgeführt. In den 1960er Jahren wurde die Funktionsweise des Schlitzwandgreifers weiterentwickelt. Die Einführung des hydraulischen Schlitzwandgreifers und der Schlitzwandfräse erfolgte in den 1980er Jahren.

## Erstellen des Schlitzes
Beidseits des vorgesehenen Schlitzes werden zunächst niedrige Leitwände erstellt, die den Schlitzwandgreifer führen und die obersten etwa 1 bis 2 Meter der Schlitzzone sichern. Anschließend wird der Schlitz mit Schlitzwandgreifer oder Schlitzwandfräse ausgehoben.
Zur Stabilisierung der Wandungen des Schlitzes wird eine stützende Flüssigkeit (in der Regel eine Bentonit-Suspension, eine Mischung aus Bentonit und Wasser) in den Schlitz eingefüllt. Soll die Schlitzwand gegen Grundwasser abdichten, so wird der Schlitz bis in eine wassersperrende Bodenschicht geführt, z. B. Ton.

## Ortbetonschlitzwand

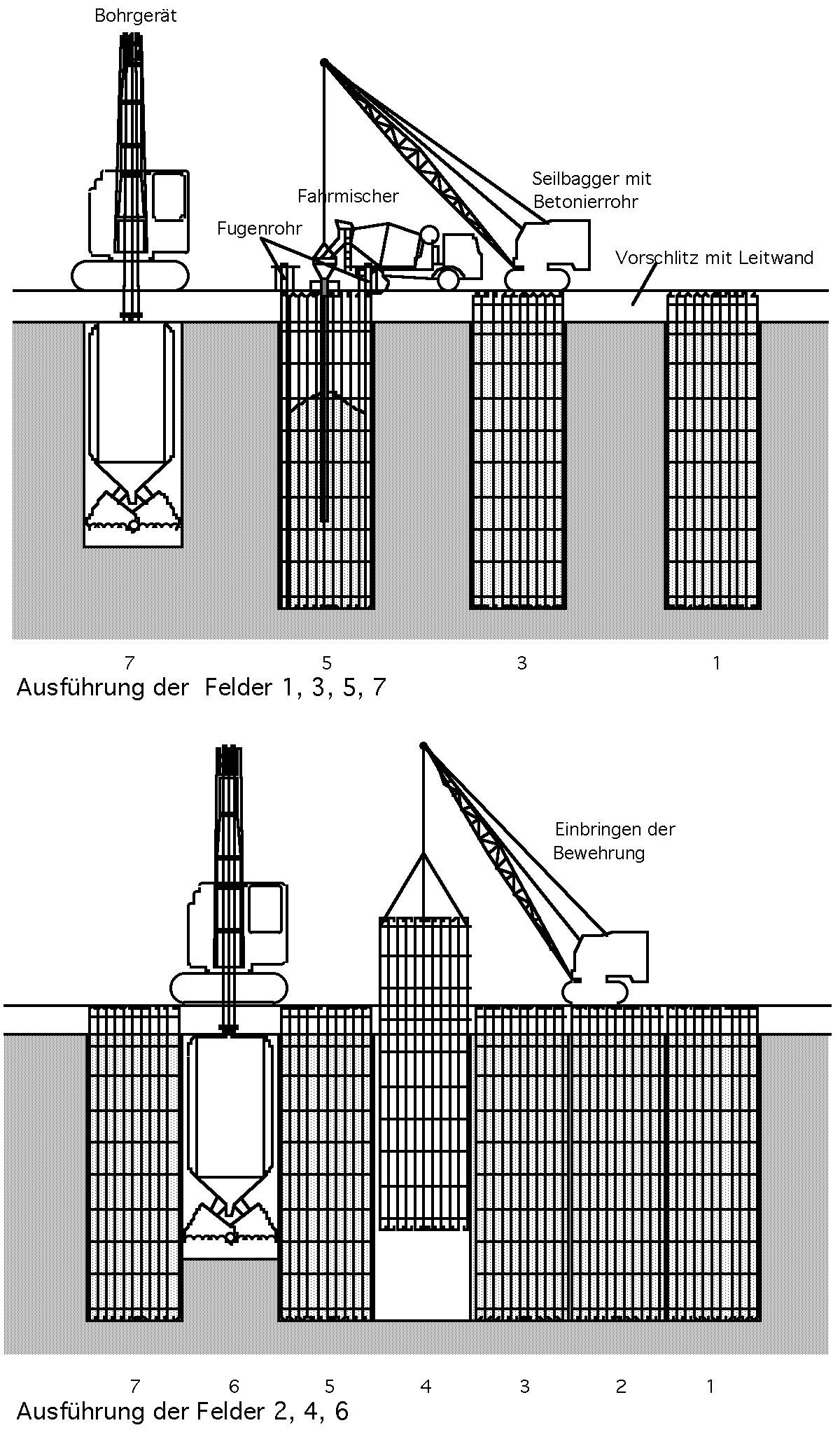
Ausführungsschritte für eine Schlitzwand

Nach Ausheben der vollen Schlitztiefe wird bei Ortbetonschlitzwänden ein Bewehrungskorb eingeführt und die stützende Flüssigkeit durch Beton oder Stahlfaserbeton ersetzt. Hierzu wird ein Rohr (Kontraktorrohr) bzw. eine Anzahl davon bis kurz vor den Boden des Schlitzes herabgelassen, wodurch der Beton direkt auf den Grund des Schlitzes gelangt. Der von unten nach oben aufsteigende Beton verdrängt die Stützflüssigkeit, die abgepumpt, über eine Regenerationsanlage entsandet und für den weiteren Gebrauch aufbereitet wird. Übliche Schlitzwanddicken liegen zwischen 50 und 120 Zentimeter.
Im Tunnelbau und im Hochbau werden Schlitzwände auch als Seitenwände für die sogenannte Deckelbauweise verwendet.
Eine Variante der Schlitzwand ist die Drainagewand, die gleichzeitig zum Abführen des Grundwassers verwendet werden kann.
Eine weitere Variante ist die Fräswand, bei der das Ausheben des Schlitzes entfällt, da der anstehende Boden gleich beim Fräsen mit Zementleim vermischt wird. Dadurch verfestigt sich das Erdreich selber zu Beton. Die Betonqualität ist dabei natürlich von der Zusammensetzung der Bodenschichten abhängig. Das Einbringen von Bewehrungsstahl in den frischen Beton ist nur eingeschränkt oder gar nicht möglich. Dieser Nachteil kann teilweise durch die Zugabe von Fasern ausgeglichen werden.

## Dichtwand
Bei einer Einphasenschlitzwand, welche auch als Dichtwand bekannt ist, wird der stützenden Flüssigkeit ein Bindemittel (in der Regel Zement) zugesetzt, so dass die stützende Flüssigkeit ohne Austausch erhärtet. Eine Anwendung für diese Bauweise ist eine nachträglich zu erstellende Deponieabdichtung.
Um die Dichtheit zu erhöhen, können in Dichtwände vor dem Ansteifen der Zement-Bentonit-Suspension auch Spundbohlen eingestellt bzw. eingehängt werden, die vielfach auch im Baugrubenverbau als Trag- und Dichtungselemente zum Einsatz kommen.

## Verwendung im Braunkohletagebau
Schlitzwände werden auch im Braunkohletagebau in der Lausitz verwendet. Um die Kohleflöze in 50 m bis 70 m Tiefe aufzuschließen, ist eine Grundwasserabsenkung bis zu dieser Tiefe notwendig. Durch Abpumpen würde sich ein weit reichender Grundwasser-Trichter ausbilden – als Parabel mit einer durchschnittlich anzunehmenden Neigung von 1:10.
Um die Grundwasserabsenkung räumlich zu begrenzen und Setzungsschäden an Gebäuden und Beeinträchtigungen von Gewässern zu verringern, werden um den Tagebau 70 m bis 90 m tiefe Schlitzwände als Dichtwände angelegt. Durch das anschließende Abpumpen bildet sich an der Schlitzwand ein Grundwassersprung.
Der Tagebau Jänschwalde etwa liegt unmittelbar an der Grenze zu Polen. Um eine Grundwasserabsenkung auf das Gebiet der Bundesrepublik zu beschränken, wurde hier eine Schlitzwand eingesetzt.